# Valerij Vasil'evič Gerasimov
Valerij Vasil'evič Gerasimov (in russo Валерий Васильевич Герасимов?; Kazan', 8 settembre 1955) è un generale russo, Capo di stato maggiore generale delle Forze armate russe.
Gerasimov è l'attuale capo dello stato maggiore generale delle Forze armate russe ed è anche vice-ministro della difesa della Russia dopo aver sostituito Nikolaj Makarov. Nominato dal presidente Vladimir Putin il 9 novembre 2012, è considerato l'ideatore della "dottrina Gerasimov" una strategia militare che combina la sfera militare, tecnologica, informativa, diplomatica, economica, culturale e altre tattiche per il raggiungimento di obiettivi strategici.
Ciò nonostante questa ipotesi è stata ritrattata dall'autore dell'articolo originale, Mark Galeotti, il quale ha affermato che tale dottrina che egli stesso ha così titolato sul suo blog (teoria che in realtà non esiste in tali termini e andrebbe invece attribuita al suo predecessore, il gen. Makarov), a causa di errori di traduzione, è stata interpretata erroneamente dalla stampa americana come una proposta strategica belligerante anziché difensiva.

## Biografia
Gerasimov è nato in una famiglia operaia a Kazan', nella RSSA Tatara, l'8 settembre 1955.

### Carriera militare
Dopo essersi diplomato nel 1977 alla Scuola superiore di Comando Carri Armati di Kazan, è diventato comandante di plotone, di compagnia e successivamente capo di stato maggiore di un battaglione dell'80º Reggimento della 90ª Divisione corazzata delle guardie del Gruppo di forze settentrionali situate in Polonia. In seguito è stato trasferito al Distretto militare dell'Estremo Oriente, dove ha prestato servizio come capo di stato maggiore e poi comandante di un battaglione corazzato.
Dopo essere uscito dall'Accademia Militare delle forze corazzate "R.J. Malinovskij" nel 1987, ha prestato servizio come capo di stato maggiore e comandante di un reggimento di carri armati, capo di stato maggiore della 144ª Divisione fucilieri motorizzata delle guardie nel distretto militare del Baltico per poi diventarne il comandante dal 1993 al 1995. Durante questo periodo fu responsabile del trasferimento della divisione a Smolensk nel Distretto militare di Mosca.
Dal 1997 al 1998 è stato primo vice comandante della 1ª Armata corazzata delle guardie, venendo poi nominato vicecomandante della 58ª Armata combinata. Scalò i ranghi, diventando prima primo vicecomandante e capo di stato maggiore e poi comandante della 58ª Armata nel 2001. Durante questo periodo, partecipò attivamente alla prima e seconda guerra cecena.

## Sanzioni
Nell'aprile 2014 Gerasimov è stato aggiunto all'elenco delle persone contro le quali l'Unione europea ha introdotto sanzioni "per azioni che ledono o minacciano l'integrità territoriale, la sovranità e l'indipendenza dell'Ucraina". Nel maggio 2014 Canada, Liechtenstein e Svizzera hanno aggiunto Gerasimov alle sanzioni elencate a causa dell'interferenza russa in Ucraina e della sua responsabilità per il massiccio dispiegamento di truppe russe vicino al confine tra Russia e Ucraina e della sua incapacità di ridurre le tensioni con l'Ucraina che sono associate con questi schieramenti di truppe russe. Nel settembre 2014 l'Australia ha inserito Gerasimov nell'elenco delle sanzioni relative all'Ucraina. Il 25 febbraio 2022 gli Stati Uniti hanno aggiunto Gerasimov all'elenco dei cittadini appositamente designati e delle persone bloccate.

## Operazione russa in Ucraina
L'11 gennaio 2023, nell'ambito dell'invasione russa dell'Ucraina (dai russi chiamata "Operazione militare speciale"), il Ministro della Difesa Sergej Šojgu lo nomina capo del raggruppamento congiunto delle forze impegnate su tutto il fronte ucraino
Il 25 giugno 2024, la Corte penale internazionale dell'Aia ha emesso mandati di arresto nei confronti di Sergej Šojgu e Valerij Gerasimov, con l'accusa di crimini di guerra per attacchi missilistici contro le infrastrutture energetiche ucraine.